# Holenarasipura
Holenarasipura (en canarés: ಹೊಳೇನರಸೀಪುರ ) es una ciudad de la India en el distrito de Hassan, estado de Karnataka.

## Geografía
Se encuentra a una altitud de 848 m s. n. m. a 172 km de la capital estatal, Bangalore, en la zona horaria UTC +5:30.

## Demografía
Según estimación 2011 contaba con una población de 29 743 habitantes.